# 远东大道站
远东大道站位于中华人民共和国上海市浦东新区祝桥镇，华州路北侧、上海绕城高速公路（原远东大道）东侧、灵通河西侧，是上海地铁2号线的地铁车站。于2010年4月8日启用。该站后方出入库线连接川沙停车场。

## 车站结构

### 楼层分布
| 地上二层 | ①站台              | █ 2号线 往国家会展中心（凌空路）            |  |  |
|          | 岛式站台，左侧开门 |                                             |  |  |
|          | ②站台              | █ 2号线 往浦东1号2号航站楼（海天三路）      |  |  |
| 地面层   | 站厅及出入口       | 1-2出入口、票务服务、自动售票机、人工服务台 |  |  |

- 站厅
- 站台

## 出入口
|          |                  |  |  |
| 出口编号 | 建议前往目的地   |  |  |
| 1号口    | 森林路、远东大道 |  |  |
| 2号口    | 华洲路、远东大道 |  |  |

## 接驳交通

### 公交
川沙3路

## 歷史
- 2010年4月8日：启用[1]。